# Kampfgeschwader 102
La Kampfgeschwader 102 (KG 102) (102e escadron de bombardiers) est une unité de bombardiers de la Luftwaffe pendant la Seconde Guerre mondiale.

## Opérations
Le KG 102 n'a eu que 2 Gruppen opérationnelles en tant qu'unités écoles.

Il a été équipé de bombardiers Heinkel He 111 et Junkers Ju 88.

## Organisation

### Stab. Gruppe
Formé le 1er mars 1943 à Grosseto à partir du Stab/Kampfschulgeschwader 2 (KSG 2).

Le 14 juin 1943, le Stab./KG 102 fait mouvement sur sa nouvelle base à Riga.

Il est dissous en août 1944.
Geschwaderkommodore (Commandant de l'escadron) :
| Début         | Fin               | Grade  | Nom           |
| ------------- | ----------------- | ------ | ------------- |
| 1er mars 1943 | 10 septembre 1944 | Oberst | Horst Beyling |

### I. Gruppe
Formé le 1er mars 1943 à Grosseto à partir du I./Kampfschulgeschwader 2 (KSG 2) avec :
- Stab I./KG 102 à partir du Stab I./KSG 2
- 1./KG 102 à partir du 1./KSG 2
- 2./KG 102 à partir du 2./KSG 2

Le 14 juin 1943, le I./KG 102 fait mouvement sur sa nouvelle base à Riga.

Il est dissous en août 1944.
Gruppenkommandeure (Commandant de groupe) :
| Début         | Fin       | Grade | Nom                      |
| ------------- | --------- | ----- | ------------------------ |
| 1er mars 1943 | Août 1944 | Major | Karl-Ferdinand Hielscher |

### II. Gruppe
Formé le 1er mars 1943 à Grosseto à partir du II./Kampfschulgeschwader 2 (KSG 2) avec : 
- Stab II./KG 102 à partir du Stab II./KSG 2
- 4./KG 102 à partir du 4./KSG 2
- 5./KG 102 à partir du 5./KSG 2

Le 14 juin 1943, le II./KG 102 fait mouvement sur sa nouvelle base à Riga.

Il est dissous en août 1944.
Gruppenkommandeure :
| Début         | Fin          | Grade  | Nom            |
| ------------- | ------------ | ------ | -------------- |
| 1er mars 1943 | 1er mai 1944 | Oberst | Wilhelm Emonds |
| ?             | ?            | ?      | ?              |